# عنکبوت‌کش رخ‌برهنه
عنکبوت‌کش رخ‌برهنه (نام علمی: Arachnothera clarae) گونه‌ای از پرندگان خانواده شهدخواران و بومی فیلیپین است.
زیستگاه طبیعی آن جنگل‌های پست نمناک نیمه‌گرمسیری یا گرمسیری است.